# Aspalathus lactea
Aspalathus lactea är en ärtväxtart som beskrevs av Carl Peter Thunberg. Aspalathus lactea ingår i släktet Aspalathus och familjen ärtväxter.

## Underarter
Arten delas in i följande underarter:
- A. l. adelphea
- A. l. breviloba
- A. l. lactea